# آندرونوف (دهانه)
آندرونوف یک دهانه برخوردی در ماه است.